# Retes de Tudela
Retes de Tudela en espagnol ou Erretes Tudela en basque est un hameau de la municipalité d'Artziniega dans la province d'Alava dans la Communauté autonome basque.